# 985 TCN
985 TCN là một năm trong lịch La Mã.